# Walter Berchtold
Walter Berchtold (* 1. Oktober 1906 in Winterthur; † 23. Januar 1986) war ein Schweizer Manager und Luftfahrtpionier. Als Direktionspräsident der Swissair führte er das Unternehmen in einer wirtschaftlich schwierigen Zeit mit innovativen Managementmethoden und finanziellen Sanierungen zu internationalem Erfolg. Unter seiner Leitung expandierte Swissair stark, führte Strahlflugzeuge ein und wurde zu einer der führenden europäischen Fluggesellschaften.

## Jugendzeit und Ausbildung
Walter Berchtold wurde 1906 in Winterthur geboren. Nach der Matura begann er ein Studium der Rechtswissenschaften und Nationalökonomie an der Universität Zürich, das er 1930 mit einer Promotion abschloss. Während dieser Zeit verbrachte er auch Studienaufenthalte an der École de Droit in Paris, der University of Nottingham sowie der Universität Siena, die ihm wertvolle Sprachkenntnisse und internationale Erfahrungen vermittelten. Nach einigen Monaten Praxis am Bezirksgericht Winterthur trat er im Dezember 1930 in den Dienst der SBB, wo er 1934 Aufgaben im Generalsekretariat übernahm.

## Karrierebeginn
1938 reiste Berchtold in die USA und traf Professor Amstutz, mit dem er später eng verbunden war. Zurück in der Schweiz, wurde er Handelsredaktor bei der NZZ, später zuständig für Verkehr, Energie und militärische Themen. Als Artillerieoffizier kannte er das Militärwesen gut. Nach dem Krieg wurde er Direktor bei den SBB, bis ihm 1949 die Leitung der Swissair angeboten wurde.

## Übernahme Swissair
Als Berchtold 1950 das Verwaltungsratspräsidium der Swissair übernahm, befand sich das Unternehmen in einer finanziellen und strukturellen Krise. Die Fluggesellschaft war 1931 aus der Ad Astra und der Balair hervorgegangen, hatte aber unter dem Verlust ihrer Direktoren Walter Mittelholzer (1937) und Balz Zimmermann (1937) sowie dem Ausbruch des Zweiten Weltkriegs zu kämpfen. Der internationale Liniendienst war während des Krieges weitgehend eingestellt worden.
Trotz Kapitalerhöhungen und modernen Flugzeugen wie der DC-2 und DC-3 blieb die finanzielle Lage angespannt. Besonders die Abwertung des Pfunds 1949 traf Swissair hart. Neue Marktbedingungen, etwa die Gründung der IATA und das wachsende Langstreckengeschäft, verschärften den Druck zusätzlich.

## Die Herausforderung
1949 wies die Swissair ein Defizit von 3,7 Millionen Franken aus; weitere Verluste wurden erwartet. Während der Verwaltungsrat am Europaverkehr festhielt, sah Berchtold die Zukunft auf Langstrecken, insbesondere in die USA. Die Flüge über den Nordatlantik wurden seit 1947 mit DC-4 durchgeführt, die ohne Druckkabinen für längere Expansion ungeeignet waren.
Berchtold entwickelte ein umfassendes Sanierungsprogramm, das sowohl finanzielle Massnahmen als auch den strategischen Ausbau des Langstreckennetzes vorsah. In der NZZ argumentierte er öffentlich für staatliche Unterstützung. Trotz internem Widerstand fand er bei Wirtschaftskreisen und Piloten Rückhalt.

## Organisatorischer Neuanfang
Berchtold koordinierte die kaufmännische und die technische Direktion, indem er die Zuständigkeiten präzise aufteilte und damit Kompetenzprobleme löste. Er selbst wurde als Direktionspräsident mit umfassender Exekutivverantwortung und gleichzeitig als Delegierter des Verwaltungsrates eingesetzt, während Rudolf V. Heberlein das Präsidium übernahm. Diese klare Führungsorganisation ermöglichte eine schnelle und effektive Entscheidungsfindung.
Unterstützt wurde Berchtold von strategisch denkenden Persönlichkeiten wie Ernst Schmidheiny, Fritz Gugelmann, Robert Fretz und Eduard Amstutz. Diese spielten eine entscheidende Rolle bei der Positionierung der Swissair im internationalen Luftverkehr.

## Ein Präsident und vier Departemente
Unterstützt von Peter Redpath von Canadair ersetzte Berchtold die bisherige Struktur mit dem kaufmännischen Direktor Eugen Groh und dem technischen Direktor Dr. Gottfried von Meiss durch eine Geschäftsleitung, bestehend aus dem Direktionspräsidenten und den Leitern von vier Abteilungsbereichen sowie dem Generalsekretariat. Jede Abteilung – Flugbetrieb, Finanzen, Vertrieb, Technik – erhielt klare Statuten, was Entscheidungsprozesse beschleunigte.
Er legte grossen Wert auf Delegation und Eigenverantwortung. Mitarbeitende wurden aktiv in die Umstrukturierung eingebunden, da Berchtold überzeugt war, dass Motivation durch Verantwortung entsteht.

## Eine neue Führungsphilosophie für die Swissair
1958 nahm Berchtold als einziger Ausländer an einem Kurs der American Management Association teil. Die dort gelehrten Prinzipien – Planung, Organisation, Entscheidung, Kontrolle und Leadership – überzeugten ihn, dass Swissair ein professionelles Führungsmodell brauchte. Interne Schulungen genügten nicht mehr.
1960 formulierte er die «Obersten Grundsätze der Swissair» – ein umfassendes Leitbild mit verbindlichen Führungsrichtlinien, ergänzt durch ein eigenes Managementmodell. Ab 1964 führte er regelmässige Kaderkurse ein.

## Neue Horizonte
Unter Berchtold expandierte die Swissair gezielt: 1951 wurde der Nordatlantikverkehr mit modernen DC-6B wieder aufgenommen. Früh erkannte er die Bedeutung des US-Markts und eröffnete ein Büro im New Yorker Rockefeller Center, wo Hugo Mayr eine erfolgreiche Verkaufsorganisation aufbaute.
Er stärkte die Vertriebsstrategie mit regelmässigen Auslandskonferenzen. Neue Routen folgten: 1954 wurde eine Verbindung über den Südatlantik nach Südamerika eingeführt, 1957 kam Tokio dazu. In Europa modernisierte er mit neuen Flugzeugtypen wie der «Metropolitan». Gleichzeitig begleitete er aktiv den Ausbau des Flughafens Zürich-Kloten, um der steigenden Nachfrage gerecht zu werden.

## Rückschläge
Die rasche Expansion der Swissair in den 1950er Jahren brachte nicht nur Erfolge, sondern auch schmerzhafte Rückschläge. Besonders belastend für Walter Berchtold waren Flugunfälle, die Menschenleben und Material forderten. Während Bruchlandungen in Sydney (1950) und Amsterdam (1951) glimpflich verliefen, endete die Notwasserung einer Convair CV-240 vor Folkestone (1954) tragisch mit drei Todesopfern. Die öffentliche Kritik war massiv, und intern wurde die Sicherheitskultur hinterfragt.

## Strahlflugzeug setzt neue Massstäbe
Berchtold setzte früh auf vorausschauende Flottenplanung. 1956 gründete Armin O. Baltensweiler einen Planungsdienst, der künftige Flugzeugtypen evaluierte. Die Swissair verfolgte eine Dreitypenstrategie: DC-8 für Langstrecken, Caravelle SE-210 für Europa und Convair CV-880/990 als Ergänzung.
Parallel führte Berchtold Verhandlungen mit SAS zur Flottenharmonisierung, die 1958 in eine Kooperation mündeten. Neben einer abgestimmten Flottenstrategie wurden Ausbildung und Wartung gemeinsam geregelt – eine Zusammenarbeit, die später mit der niederländischen KLM und der französischen UTA zur KSSU-Allianz (KLM, Swissair, SAS, UTA) erweitert wurde.

## Familie und Vermächtnis
Berchtold heiratete 1936 Berta Boller, mit der er zwei Kinder hatte. Die Familie lebte in Zollikon. Er war naturverbunden, technikinteressiert – besonders an Eisenbahnen – und ein begabter Pianist. Ein Auftritt mit dem Zürcher Kammerorchester belegt sein kulturelles Engagement. 1973 verlieh ihm die Universität St. Gallen die Ehrendoktorwürde.
Nach seinem Rücktritt 1971 blieb er bis 1977 im Verwaltungsrat der Swissair und bis 1983 bei Balair aktiv. Er zog mit seiner zweiten Frau Margaretha Faust nach Richterswil. Berchtold starb 1986 nach längerer Krankheit. Er hinterliess ein bedeutendes Vermächtnis für die Schweizer Luftfahrt, geprägt von ethischen Werten, Führungsstärke und internationalem Weitblick.